# Pierre (Dakota del Sur)
Pierre es la ciudad capital del estado estadounidense de Dakota del Sur. Está ubicada en el condado de Hughes, a orillas del río Misuri —poco después de que este reciba al río Cheyenne—, en el centro del estado. En el Censo de 2010 tenía una población de 13 646 habs. y una densidad poblacional de 403 hab/km², lo que la sitúa como la segunda capital más pequeña del país, por delante de Montpelier.
Debe su nombre a Pierre Chouteau (1789-1865), un comerciante de pieles de San Luis (Misuri) de origen francés.

## Geografía
Pierre se encuentra ubicada en las coordenadas 44°22′31″N 100°19′12″O / 44.37528, -100.32000. Según la Oficina del Censo de los Estados Unidos, Pierre tiene una superficie total de 33.85 km², de la cual 33.82 km² corresponden a tierra firme y (0.08%) 0.03 km² es agua.

## Demografía
Según el censo de 2010, había 13 646 personas residentes en Pierre. La densidad de población era de 403,12 hab./km². De los 13 646 habitantes, Pierre estaba compuesto por el 85.09% blancos, el 0.51% eran afroamericanos, el 10.95% eran amerindios, el 0.6% eran asiáticos, el 0% eran isleños del Pacífico, el 0.48% eran de otras razas y el 2.37% pertenecían a dos o más razas. Del total de la población el 1.9% eran hispanos o latinos de cualquier raza.